# Filarmónica de Łódź Arthur Rubinstein

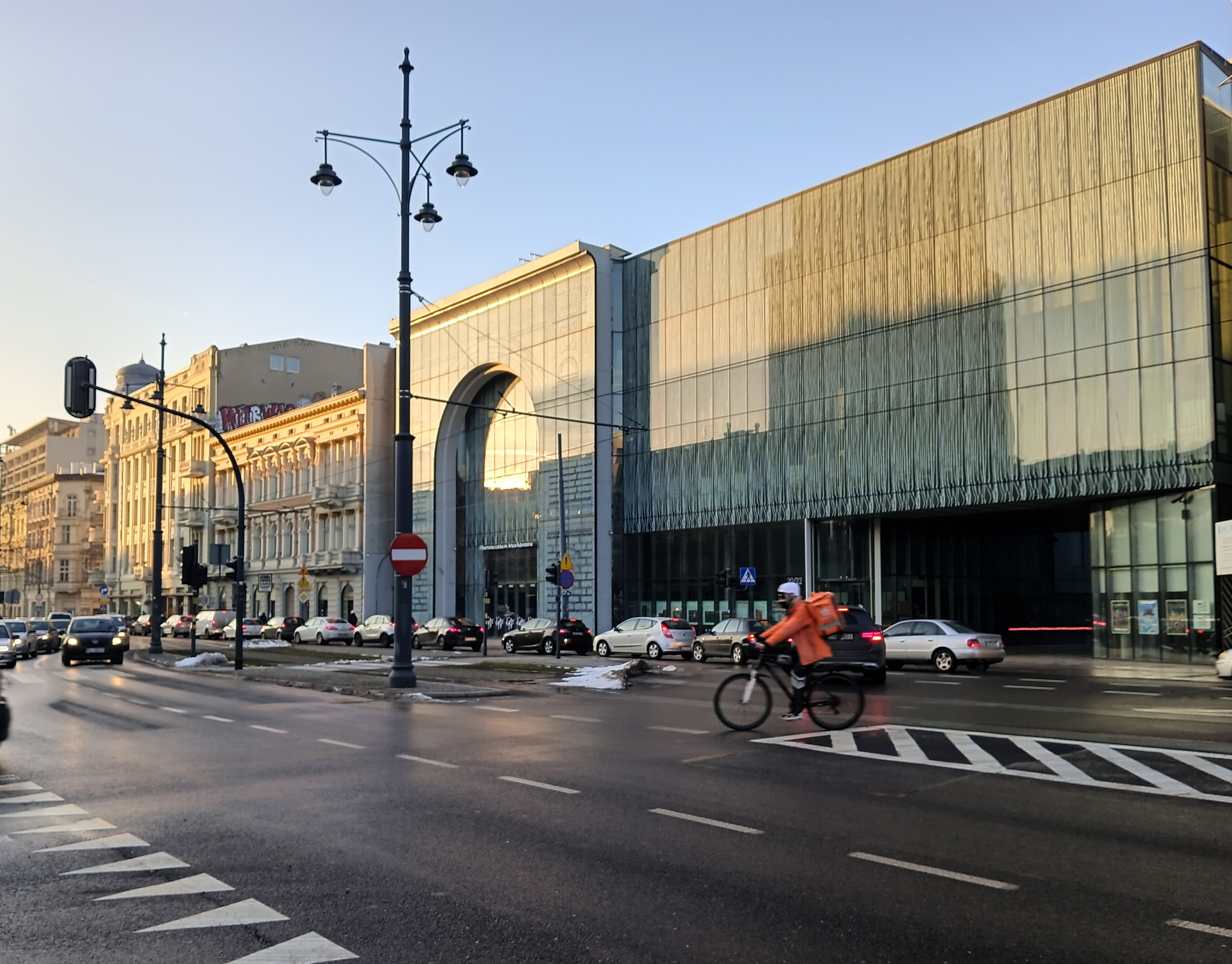
Filarmónica de Łódź Arthur Rubinstein (2025)

La Filarmónica de Łódź Arthur Rubinstein (en polaco, Filharmonia Łódzka im. Artura Rubinsteina) es una sala de conciertos erigida en la ciudad polaca de Łódź y sede de su orquesta homónima, agrupación fundada por Tadeusz Mazurkiewicz en 1915 y conocida entonces como Orquesta Sinfónica de Łódź. Oficialmente, la filarmónica es una institución cultural creada en 1949 por decreto ministerial que en 1984 adoptó el nombre de Arthur Rubinstein en honor del célebre pianista polaco, nacido en dicha ciudad, y en 2004 inauguró un nuevo edificio diseñado por Romuald Loegler, construido sobre la anterior Sala Filarmónica y premiado por la Asociación de Arquitectos Polacos (en polaco, Stowarzyszenie Architektów Polskich).
La Orquesta Filarmónica de Łódź Arthur Rubinstein (entonces Orquesta Sinfónica de Łódź) brindó su concierto inaugural el 17 de febrero de 1915 en el antiguo Gran Teatro de Łódź que se encontraba en la calle Konstantynowska (hoy Legionów) y se incendió en 1920. La orquesta se hallaba formada por alrededor de 60 músicos, el dinero recaudado durante el evento fue destinado a músicos desempleados y la iniciativa había comenzado gracias al director de orquesta Tadeusz Mazurkiewicz, el editor musical Józef Friedberg y el profesor de música Gottlieb Tischner. En 1921 la orquesta pasó a llamarse Orquesta Filarmónica de Łódź, entre 1947 y 1953 se denominó Orquesta Sinfónica de Łódź - Cooperativa de Trabajo en Łódź, más tarde Filarmónica Estatal y finalmente Filarmónica de Łódź Artur Rubinstein.
En 2015 la Filarmónica de Łódź Arthur Rubinstein se convirtió en «la primera sala de conciertos en Europa equipada con tanto un órgano barroco como uno romántico», dos instrumentos independientes avalados por Ludger Lohmann y construidos por un consorcio establecido entre Rieger Orgelbau GmbH (Austria) y Wegscheider Orgelbau (Alemania) gracias a la financiación provista por el Fondo Europeo de Desarrollo Regional, el Programa Operacional Regional para la Provincia de Łódź, la Oficina del Mariscal de la Provincia de Łódź y la propia Filarmónica de Łódź Arthur Rubinstein.